# Locus (gen)

Hình 1: Locus là vị trí của gen trên nhiễm sắc thể. Trong hình biểu diễn 5 locus ở cánh dài và 3 ở cánh ngắn của một nhiễm sắc thể giả định.

Trong sinh học, locus là vị trí của gen trên nhiễm sắc thể.
Đây là thuật ngữ thuộc lĩnh vực di truyền học, trong tiếng Anh là genetic locus, thường gọi là "locus gen" (locus gen), hoặc gọi tắt là "locus". Thuật ngữ này sử dụng để chỉ ra địa chỉ cụ thể của một gen nào đó trên nhiễm sắc thể mang DNA chứa gen đó. Nói cách khác, locus là vị trí vật lý của gen trên phân tử DNA, giống như một địa chỉ một nhà trên đường phố.
Hình 1 mô tả một nhiễm sắc thể giả định có 8 locus, kí hiệu là A, b, c, D, E và f, G, h.

## Khái niệm chung

### Từ nguyên
- Locus là thuật ngữ dịch theo cách phiên âm Việt hóa từ tiếng Anh locus (phát âm tiếng Việt: lâu-kơt hoặc locus,[3] phát âm Quốc tế: /ˈlōkəs/ hoặc /loh-kuh s/).[6]
- Từ locus vốn lấy từ tiếng Latinh cổ là stlocus dùng để chỉ một vị trí hay địa điểm trừu tượng hoặc cụ thể.[6][7] Theo nghĩa này thì có thể dịch locus sang tiếng Việt là "điểm".

### Lược sử
- Trong lịch sử di truyền học, năm 1865-1866 Gregor Mendel đã tiên đoán sự tồn tại của gen mà ông gọi là "nhân tố di truyền". Sau khi các nhà khoa học khẳng định tiên đoán này, thì vấn đề nảy sinh là "Gen nằm ở đâu?". Nhờ các công trình của August Friedrich Leopold Weismann, Theodor Heinrich Boveri, Walter Stanborough Sutton và một số người khác mà người ta biết rằng gen nằm trên nhiễm sắc thể (xem trang gen liên kết và trang học thuyết di truyền nhiễm sắc thể).
- Ngay sau đó, vấn đề nảy sinh tiếp theo là "Gen nằm ở đâu trên nhiễm sắc thể?". Vấn đề này được giải quyết bằng khái niệm locus: các gen phân bố dọc theo chiều dài của nhiễm sắc thể, mỗi gen chiếm một vị trí xác định gọi là locus (hình 1, hình 2 và hình 3).
- Vì "locus" trong tiếng Anh còn có nhiều nghĩa khác nữa, như tập hợp các điểm trong toán học (tức quỹ tích)[8], locus trong y học (điểm chọc kim, vị trí nội soi),[9] nên trong di truyền học người ta dùng thuật ngữ genetic locus (locus di truyền) để phân biệt với các nghĩa khác ở trên, được các nhà khoa học Việt Nam dịch là locus gen, thường gọi ngắn gọn là locus.[1][3]
- Học thuyết di truyền nhiễm sắc thể (chromosome theory of inheritance) bắt đầu được công nhận vào khoảng năm 1910, rồi được hoàn thiện nhờ Thomas Hunt Morgan vào năm 1915,[10][11] nên có thể cho rằng thuật ngữ này xuất hiện và chính thức được giới khoa học công nhận trong khoảng năm 1910 -1915.

Ngày nay, thuật ngữ này vẫn có ý nghĩa cơ bản như trên. Nhưng do sự phát triển mạnh mẽ và nhanh chóng của di truyền học phân tử, mà thuật ngữ có bổ sung ít nhiều nội dung mới.
1. Locus không những là vị trí của gen mang mã di truyền, mà còn là một vùng DNA có chức năng đánh dấu di truyền (genetic marker).[12]
2. Locus có thể là một đoạn DNA dài từ vài cặp base cho đến hàng triệu base (megabase) có chức năng di truyền nhất định, nghĩa là có thể là gen không mã hoá prôtêin.[13]

## Diễn đạt địa chỉ locus

Hình 2: Phân bố 5 locus ở nhiễm sắc thể số 2 của ruồi giấm.

Có nhiều cách diễn đạt về vị trí cụ thể của gen nhờ khái niệm locus, sau đây là 3 cách thường gặp.

### Theo khoảng cách tương đối
- Theo khoảng cách dựa vào tần số hoán vị gen trên bản đồ gen: Hình 2 mô tả cặp nhiễm sắc thể số 2 của ruồi giấm (Drosophila melanogaster) gồm hai chiếc tương đồng nhưng khác nguồn. Một chiếc có nguồn gốc từ bố còn chiếc kia từ mẹ, trên đó có 5 gen đã xác định được vị trí. Như vậy nhiễm sắc thể này có 5 locus, trong đó 4 locus ở trên cánh dài (q), còn lại 1 locus ở cánh ngắn (p). Locus ở vị trí 0 có hai alen khác nhau là A và a, locus ở vị trí 48,5 cũng có 2 alen khác nhau là b và B v.v ... nghĩa là mỗi locus có 2 alen có thể giống nhau (đồng hợp tử) hoặc khác nhau (dị hợp tử).
- Trên bản đồ gen này, locus B/b và locus D/d cách nhau 67 – 48,5 = 18,5 cM (xăngti Moocgan) hay 18,5 m.u (tức map unit - đơn vị bản đồ).[14] (Xem thêm ở trang gen liên kết). Cách diễn đạt này từ thời Morgan và hiện nay vẫn còn dùng, nhưng chỉ phản ánh được "ánh xạ" của gen và vị trí cũng như khoảng cách tương đối giữa chúng.

### Ở DNA vòng

Hình 3: Locus 650 của E. coli là nơi T4 thường xâm nhập.

Ở DNA vòng như nhiễm sắc thể của sinh vật nhân sơ (như vi khuẩn) và các plasmid, thì phân tử DNA có cấu trúc vòng khép kín, nên "địa chỉ" của locus là vị trí của nó trên chuỗi DNA đó tính theo kích thước bp mà nó định vị, kể từ điểm o-ri. Ví dụ người ta nói: pha-gơ (thể thực khuẩn) thường xâm nhập vào nhiễm sắc thể của trực khuẩn lị (E.coli) là locus 650, thì ta hiểu như ở hình 3.

### Định vị theo băng nhiễm sắc thể
- Cách này hiện rất phổ biến cho sinh vật nhân thực. Nhờ tiến bộ của phương pháp nhuộm băng trong tế bào học nghiên cứu nhiễm sắc thể, kết hợp với kĩ thuật PCR và giải trình tự DNA, người ta có thể xác định chính xác vị trí của một gen trên nhiễm sắc thể trong một bộ gen của loài. Theo diễn đạt kiểu này, thì một locus được xác định "địa chỉ" cụ thể của nó bằng "ngữ pháp" (nomenclature) của di truyền học, đối với sinh vật nhân thực, trong đó:

-     Kí tự đầu tiên là số, chỉ rõ đó là nhiễm sắc thể số mấy trong bộ gen.
-     Kí tự tiếp theo cho biết gen đó ở cánh dài q (viết tắt từ tiếng Pháp là queue) hay cánh ngắn p (từ petit của tiếng Pháp, nghĩa là bé).
-     Kí tự cuối cùng là băng (dải) của nhiễm sắc thể nơi chúng được tìm thấy.
- Ví dụ: Nếu viết locus 6p21 người ta sẽ hiểu "địa chỉ" của locus này là ở nhiễm sắc thể số 6, trên cánh ngắn (p) băng 2, vùng 1.[15] Cách diễn đạt này phổ biến trong di truyền học ngày nay, không những cho biết "gen đó ở đâu?", mà còn giúp hiểu "nó ở chỗ nào?". Chẳng hạn gen ABO quy định nhóm máu ABO của người có "toạ độ" 9q34.2 (xem chi tiết tại Nhiễm sắc thể số 9).
- Cách này tuân theo danh pháp ISCN (viết tắt từ tiếng Anh: "International System for Human Cytogenetic Nomenclature", nghĩa là "danh pháp quốc tế về di truyền tế bào người").[16]

### Danh pháp locus ở người

Hình 4: Sơ đồ NST 22 với vị trí gen NF2 (màu đỏ).

Ở người, "ngữ pháp" dùng chỉ một locus chính là mô tả vị trí định vị theo nhuộm băng, gồm tối đa bốn nhóm kí hiệu theo trình tự a-d như bảng sau (từ "nhiễm sắc thể" viết tắt là "NST").
| Thứ tự | Kí hiệu                   | Ý nghĩa |
| a      | Số nguyên                 | Số của NST có locus đó theo quy ước kiểu nhân đồ.                                                                            |
| b      | Kí tự p hoặc q            | Chỉ vị trí locus đó ở p (cánh/vai ngắn của nhiễm sắc thể) hay ở q (cánh/vai dài của NST)                                     |
| c.d    | Hai số cách nhau dấu chấm | Số thứ nhất biểu thị vị trí thứ mấy ở dải băng chính, số thứ hai (sau dấu chấm, nếu có) biểu thị vị trí là vùng phụ thứ mấy. |

Chẳng hạn gen NF2 đột biến gây bệnh u xơ thần kinh (Neurofibromatosis) có locus theo danh pháp 22q12.2 có nghĩa là:
Nó nằm ở NST số 22 của người;
Ở cánh (vai) dài q;
Thuộc dải băng 1, vùng 2, vùng phụ 2 (hình 4).
*
Tóm lại, locus là vị trí của đoạn DNA có chức năng di truyền nhất định ở trên nhiễm sắc thể.